# Jamaica Bay Wildlife Refuge
Het Jamaica Bay Wildlife Refuge is een natuurreservaat in New York, gelegen in de Jamaica Bay en is onderdeel van de Gateway National Recreation Area. Het reservaat wordt beheerd door de National Park Service. 
Het bestaat uit een soort wad en zoutmoerassen. Het ligt volledig op grondgebied van de metropool New York en is verdeeld onder de stadsdelen Brooklyn en Queens. Het ligt in de buurt van de luchthaven JFK. 
In de drukte van de stad is het gebied een toevluchtsoord voor flora en fauna. Het is een prima locatie om vogels te spotten. Enkele diersoorten die er verblijven zijn de diamantrugschildpad en Atlantische degenkrab. 